# Andrea Collinelli
Andrea Collinelli (n. 2 iulie 1969, Ravenna, Italia) este un ciclist italian, medaliat olimpic. A participat la o ediție a Jocurilor Olimpice (1996) în care a câștigat o medalie de aur.

## Participări
Lista de mai jos prezintă principalele competiții la care a participat Andrea Collinelli de-a lungul carierei.
- cycling at the 1996 Summer Olympics – men's pursuit[*]